# Station Wrocławki
Station Wrocławki is een spoorwegstation in de Poolse plaats Wrocławki.